# Schisandra grandiflora
Schisandra grandiflora är en tvåhjärtbladig växtart som först beskrevs av Nathaniel Wallich, och fick sitt nu gällande namn av Joseph Dalton Hooker och Thomson. Schisandra grandiflora ingår i släktet Schisandra och familjen Schisandraceae. Inga underarter finns listade.